# Piosenki Marka Grechuty i Jonasza Kofty
Piosenki Marka Grechuty i Jonasza Kofty – album Michała Bajora. Premiera tego dwupłytowego albumu odbyła się 12 października 2009 roku.
Płyta składa się z coverów piosenek Marka Grechuty oraz Jonasza Kofty. Tylko jedna piosenka z dwudziestu sześciu, które są na płycie pochodzi z repertuaru Michała Bajora. W poprzednim sezonie, podczas trasy koncertowej Inna Bajka, Michał Bajor zaprezentował dwa utwory z najnowszej płyty.
Album uzyskał status platynowej płyty.

## Lista utworów
Płyta A:
1. "Niepewność"
2. "Tango Anawa"
3. "Miłość"
4. "Historia pewnej podróży"
5. "Serce"
6. "Będziesz moją panią"
7. "Mieć taki deszcz, gdy świeci słońce (Parasolki Renoira)"
8. "Muza pomyślności"
9. "Ocalić od zapomnienia"
10. "Nie dokazuj"
11. "Dni, których nie znamy"
12. "Wiosna, ach to ty"
13. "Korowód"
14. "Jestem w innym świecie" (BONUS)

Płyta B:
1. "Kwiat jednej nocy"
2. "Nieobecni"
3. "Samba przed rozstaniem"
4. "Podróżą każda miłość jest"
5. "To była blondynka"
6. "Trzeba marzyć"
7. "Pamiętajcie o ogrodach"
8. "Serce mi pęka"
9. "Deszcz na jeziorach"
10. "Walc na szczęście"
11. "Jej portret"
12. "Popołudnie" (BONUS)